# Mohamed Bin Issa Al Jaber
Cheikh Mohamed Bin Issa Al Jaber (arabe : محمد بن عيسى الجابر), également orthographié Muḥammad bin ʿĪssā al-Ǧābir selon la norme DIN 31635, né en 1959 à Djeddah, est un homme d’affaires austro-saoudien (il a obtenu la nationalité autrichienne en 2007) connu pour ses investissements dans le secteur hôtelier via MBI International (MBI pour Mohamed Bin Issa). Il partage sa vie entre Paris, Londres, Vienne et Djeddah.
Il est le père de deux filles et d’un fils, qui lui sont associés en affaires et détiennent des responsabilités dans ses entreprises,,.
Il figure dans la liste des hommes les plus riches de la planète éditée par Forbes, au 133e rang, avec une fortune estimée en 2013 à 7 milliards de dollars. En 2013, le Sunday Times le place à la 15e place de son classement annuel Rich List et en tête des fortunes arabes du Royaume-Uni. En 2013, le magazine Arabian Business place Mohamed Bin Issa Al Jaber à la 2e place de son classement des Arabes les plus riches du monde avec 12,66 milliards de dollars.
Il est également le fondateur de MBI Al Jaber Foundation, une fondation visant à rapprocher le monde arabe et le reste du monde à travers l’éducation. En 2004, Cheikh Mohamed Bin Issa Al Jaber a été nommé Envoyé Spécial de l'UNESCO pour l'éducation, la tolérance et les cultures du Moyen-Orient,.

## Patrimoine
Mohamed Bin Issa Al Jaber est le fondateur de MBI International & Partners, basée à Londres,. Le groupe MBI est constitué des entités suivantes :
- JJW Hotels & Resorts, qui opère des hôtels de luxe en Autriche, en France, au Portugal et au Royaume-Uni, ainsi que les chaines Amarante (France, Portugal, Égypte), Median et Star (France).
- Jadawel International, spécialisée dans la promotion immobilière à destination des expatriés en Arabie saoudite.
- Continentoil, compagnie pétrolière et de services pétroliers.

La valeur de MBI International & Partners et de ses filiales est estimée à plus de 6 milliards d’euros. En avril 2011, Al Jaber déclarait détenir 80 % du capital du groupe, citant un bénéfice net de 300 millions d’euros en 2010.
Mohamed Bin Issa Al Jaber est aussi actionnaire minoritaire de la société AJWA Group for Food Industries, entreprise agro-alimentaire.

## Activités internationales
Al Jaber a fondé Jadawel International Construction & Development en 1982. En 1989, JJW Hotels & Resorts est fondée au Portugal. L’entreprise opère aujourd’hui 40 hôtels et résidences de loisirs en Europe et au Moyen-Orient. En 1992, AJWA Group for Agro and Food Industries commence ses opérations à la suite de la construction du plus grand site de stockage et de traitement du riz d’Arabie saoudite, au port islamique de Djeddah.
En 2003, Al Jaber entre en négociations pour acquérir J.A. Jones Construction, filiales américaine du groupe Philipp Holzmann, en faillite, mais les discussions échouent.
En février 2003, Al Jaber écrit au secrétaire d’État américain à la défense, Colin Powell, pour afficher son soutien à la campagne militaire visant à destituer Saddam Hussein. En mai de la même année, un attentat à la bombe attribué à Al Qaida frappe le complexe résidentiel Dorrat Al Jadawel, à Riyadh.

### Portugal
En 2001, Al Jaber annonce son intention d'acquérir 2 hôtels Le Meridien auprès de Nomura, ainsi que la propriété Lameira, qui est finalement vendue au groupe irlandais Oceanico.
En septembre 2003, Al Jaber prend la direction de l'entreprise Quinta Vale Da Gondra Hotel e SPA (Unipessoal) Lda.
En janvier 2008, la presse portugaise révèle qu'Al Jaber est de retour en Algarve et a investi environ 200 millions d'euros pour acquérir l'hôtel Dona Filipa à Vale do Lobo, le terrain de golf de San Lourenzo à Quinta do Lago, ainsi que l'hôtel Penina et ses 3 parcours de golf auprès de Starman (une joint-venture entre la banque Lehman Brothers et Starwood Capital Group). Ses autres actifs dans la région sont le club de golf Pinheiros Altos, l'hotal Formosa et l'hotal Royal Algarve,,,.

### Autriche
Al Jaber se fait connaître en Autriche en 2002, avec l’acquisition du Grand Hotel auprès de la compagnie aérienne japonaise All Nippon Airways. Plus tard, il acquiert l’hôtel The Ring, situé sur le Kärntner Ring.
En octobre 2006, Al Jaber acquiert le Corso Palace auprès des assurances Generali, pour environ 70 millions d’euros.
Début 2008, Al Jaber se propose d’aider la compagnie aérienne Austrian Airlines, en prenant une participation de 20 % dans le capital. Il retire cependant son offre en mai, après la publication de résultats négatifs par Austrian Airlines, et accuse le DG Alfred Ötsch de lui avoir caché l’état de santé réel de l’entreprise. En juillet 2012, l’auditeur Herbert Heiser mandaté par la Cour confirme le doute qui pèse sur les résultats 2007 d’Austrian Airlines.
En juillet 2008, Al Jaber prend 60 % du capital du fabricant de skis Kneissl. Les créanciers de l’entreprise demanderont à plusieurs reprises une mise en faillite. Le capital sera finalement confisqué et Kneissl mise en vente, lorsque Al Jaber fait une proposition pour la racheter intégralement. Ainsi, JJA Beteiligungsverwaltungs GmbH rachète la totalité du capital en décembre 2011, pour 1,98 million d’euros, et propose un taux de 20 % aux créanciers,.

### Royaume-Uni
En 2007, Al Jaber étoffe les actifs de JJW Hotels & Resorts (basé à Guernesey) en acquérant la chaine d’hôtel The Eton Collection pour environ 70 millions de livres. À la suite de la crise trois ans plus tard, cinq des hôtels sont placés en redressement, tandis que deux autres ne sont pas affectés. Les cinq hôtels sont alors revendu à Westmont Hospitality pour 55 millions de Livres. JJW Hotels & Resorts cède également le London Berners Hotel à Marriott International.

### France
En octobre 2008, Al Jaber annonce son intention d’acquérir 12 hôtels en France, auprès de Starwood Capital Group, pour la somme de 2 milliards de dollars. En février 2009, l’accord est étendu à deux autres hôtels, le Crillon et le Louvre. Cependant, JJW Hotels & Resorts ne paie pas les 100 millions d’euros d’acompte supplémentaire, ce qui pousse Starwood à récuser l’accord et à chercher d’autres repreneurs. Les deux partis portent plainte pour rupture de contrat, Starwood pour défaut de paiement et Al Jaber pour non-respect de la clause d’exclusivité et réclamant 675 millions d’euros de dommages et intérêts. Le 8 avril 2010, le tribunal de commerce de Paris juge que JJW n’a pas respecté ses engagements, ce qui nullifie l’accord conclu avec Starwood. JJW est condamnée à verser 100 millions de dollars de dommages et intérêts à Starwood, en plus des 50 millions déjà versés dans le cadre de l’accord initial,,,,,,. En février 2011, la cour d’appel de Paris confirme la décision de première instance, mais annule les 100 millions d’euros de dommages et intérêts, au motif que l’amendement à l’accord est contesté par JJW comme étant un faux.

## Vie privée

### Mécénat
Al Jaber est le fondateur, le dirigeant et le président de la MBI Al Jaber Foundation, qui octroie des bourses d’étude à des étudiants du Moyen-Orient et finance des projets culturels et éducatifs pour une meilleure compréhension entre les gens de la région et le reste du monde. La Fondation a notamment participé au lancement d’Olive Tree, un programme scolaire permettant aux étudiants palestiniens et israéliens d’étudier ensemble à Londres. Al Jaber soutient également l’éducation des femmes en Arabie saoudite et joue le rôle d’envoyé spécial de l'Unesco pour l'éducation, la tolérance et les cultures du Moyen-Orient,. La Fondation MBI Al Jaber Foundation et l'Unesco parraine l'initiative Kitâb fî Jarîda (littéralement : un livre dans le journal). Ce projet vise à favoriser l'accès du public aux œuvres littéraires et artistiques des écrivains et artistes Arabes en les publiant chaque fois dans un supplément de grands quotidiens du monde arabe, diffusé plus de 2.500.000 exemplaires.
Al Jaber a fondé le MBI Trust et finance la chaire d’étude sur le Moyen-Orient MBI Al Jaber à la School of Oriental and African Studies de l’université de Londres. Depuis 2005, la fondation est un partenaire important de l’initiative Connecting Cultures, qui vise à promouvoir le dialogue entre jeunes occidentaux et jeunes arabes par le biais d’expéditions dans la nature. En 2007, la MBI Al Jaber Foundation fait un don de 1 million de livres à l’UCL Institute for Cultural Heritage. La même année, Al Jaber accepte d’y investir 10 % du prix de construction de l’université privée de tourisme de Vienne, projet porté par la chambre de commerce de Vienne. En 2009, un bâtiment MBI Al Jaber est inauguré au Corpus Christi College d’Oxford. En 2012, le grand hall MBI Al Jaber est inauguré à l’université de Westminster.
En décembre 2012, Irina Bokova, la Directrice générale de l’UNESCO et le Président Mauritanien ont appelé à protéger le Patrimoine culturel malien. Lors de cet événement, le Cheikh Mohamed bin Issa Al Jaber, Président de la Fondation MBI Al Jaber et Envoyé spécial de l'UNESCO, a annoncé son intention « d'organiser et de sponsoriser, à l'UNESCO, une conférence des donateurs pour la restauration et la préservation du patrimoine culturel de Mali, et notamment à Tombouctou, avec toutes les parties concernées », financé par la Fondation, partenaire de longue date de l'UNESCO.
La même année, la Fondation MBI Al Jaber a sponsorisé et soutenu la Conférence internationale des Commissions nationales de l’UNESCO «  Le dialogue Euro-Arabe : une contribution pour un nouvel humanisme » qui s’est tenue à Vienne, en Autriche, en juin 2012. Cette action s’est poursuivie en novembre 2013 avec la rencontre d’experts visant à produire des outils éducatifs.
En février 2013, la Fondation MBI Al Jaber a annoncé la création d'un programme commun avec l'UNESCO en faveur de l’éducation au Yémen.
Le livre de Mohamed Bin Issa Al Jaber, Yes, the Arabs can too, initialement publié en arabe en 2009, a été republié en septembre 2013. Ce livre apporte un éclairage arabe contemporain sur les évolutions qui ont actuellement lieu à travers la région, à la fois économiquement et socialement.
Al Jaber a longtemps été en faveur d'une presse libre et de son importance dans la société. En 2013, il a lancé un Institut des Médias à Sanaa, au Yémen, qui propose des cours gratuits sur toutes les techniques et méthodes de journalisme et d’audiovisuel.

### Diplômes et récompenses
Al Jaber détient plusieurs diplômes et titres accordés honoris causa :
- Un titre de sénateur honoraire de l'Université MODUL à Vienne, Autriche (2013)[52]
- Un titre de membre honoraire de l'University College London (2012)[53]
- Un titre de membre honoraire du Corpus Christi College, Oxford (2009)[54]
- Un doctorat en sciences de la City University de Londres (2004)[55]
- Un doctorat en lettres de l’Université de Westminster (2004)[56]
- Un titre de membre honoraire de la School of Oriental and African Studies de l’université de Londres (2002)[57]
- En 2007, un bâtiment du Corpus Christi College de l’université d’Oxford a été nommée à son nom en remerciement de sa générosité et de son soutien[58]

Il s’est également vu remettre :
- La médaille d’or de l’ALECSO pour son soutien aux projets éducatifs, culturels et scientifiques de l’UNESCO dans le monde arabe[59]
- La médaille d’honneur de la ville de Vienne pour ses engagements dans les secteurs éducationnels polyculturels
- La médaille d’or de l’ISESCO pour ses efforts à promouvoir la coexistence et la tolérance dans le dialogue international[60]
- La médaille d'or du tourisme en France, en 2005[61]
- En 2004, il a été nommé Envoyé Spécial de l'UNESCO pour l'éducation, la tolérance et les cultures du Moyen-Orient[9]
- En 2007, il a été nommé porte-parole de l'ONU pour le Global Forum on Reinventing Government en 2007[56]

## Polémique
En mai 2011, Al Jaber dénonce une campagne de diffamation intentée par les médias autrichiens, qui ont relevé les difficultés financières de toutes les entreprises dans lesquelles Al Jaber est connu pour avoir investi. Il accuse les journaux de rapporter des informations partiales, telles que présentées par ses adversaires en affaires,.  